# Howickia trilineata
Howickia trilineata är en tvåvingeart som först beskrevs av Frederick Wollaston Hutton 1901.  Howickia trilineata ingår i släktet Howickia och familjen hoppflugor. Inga underarter finns listade i Catalogue of Life.